# Biagio Antonio Copeti
Biagio Antonio Copeti (Campagna, XVIII secolo – Mottola, 1727) è stato un vescovo cattolico italiano del Regno di Napoli.

## Biografia
Fu nativo di Campagna, città del Principato Citra, l'odierno territorio salernitano, da famiglia appartenente al patriziato locale ed ivi apprese gli insegnamenti religiosi. Fu prima canonico della cattedrale di Campagna, poi venne chiamato a reggere la diocesi di Taranto, quale vicario del vescovo Giambattista Stella. Il 15 maggio 1719 divenne vescovo di Mottola, dove si distinse per aver apportato il rinnovamento strutturale alle chiese locali, concepito all'interno di un sistema di rinnovamento della Chiesa di cui fu promotore.

## Genealogia episcopale
La genealogia episcopale è:
- Cardinale Tolomeo Gallio
- Vescovo Cesare Speciano
- Patriarca Andrés Pacheco
- Cardinale Agostino Spinola
- Cardinale Giulio Cesare Sacchetti
- Cardinale Ciriaco Rocci
- Cardinale Carlo Carafa della Spina, C.R.
- Cardinale Francesco Nerli
- Cardinale Lorenzo Casoni
- Vescovo Biagio Antonio Copeti